# Un jour, un enfant
"Un jour, un enfant" ("Um dia, uma criança") foi uma das quatro canções vencedoras do Festival Eurovisão da Canção 1969. Esta foi  interpretada em francês por Frida Boccara, em representação da França. As outras vencedoras foram  Salomé representando a  Espanha com "Vivo cantando", Lulu representando o  Reino Unido com "Boom Bang-a-Bang" e Lenny Kuhr representando os Países Baixos com "De troubadour". As quatro canções vencedoras conquistaram o primeiro lugar com 18 pontos cada uma.
Com música de Émile Stern e letra de Eddy Marnay, a canção é uma balada clássica, descrevendo as maravilhas do mundo através do olhar de uma criança. Foi a 14.ª canção a ser interpretada na noite do evento, sucedendo a canção alemã "Primaballerina", interpretada por Siw Malmkvist, e antecedendo a canção portuguesa "Desfolhada portuguesa", interpretada por Simone de Oliveira. No ano seguinte, a França far-se-ia representar com a canção "Marie-Blanche", interpretada por Guy Bonnet.

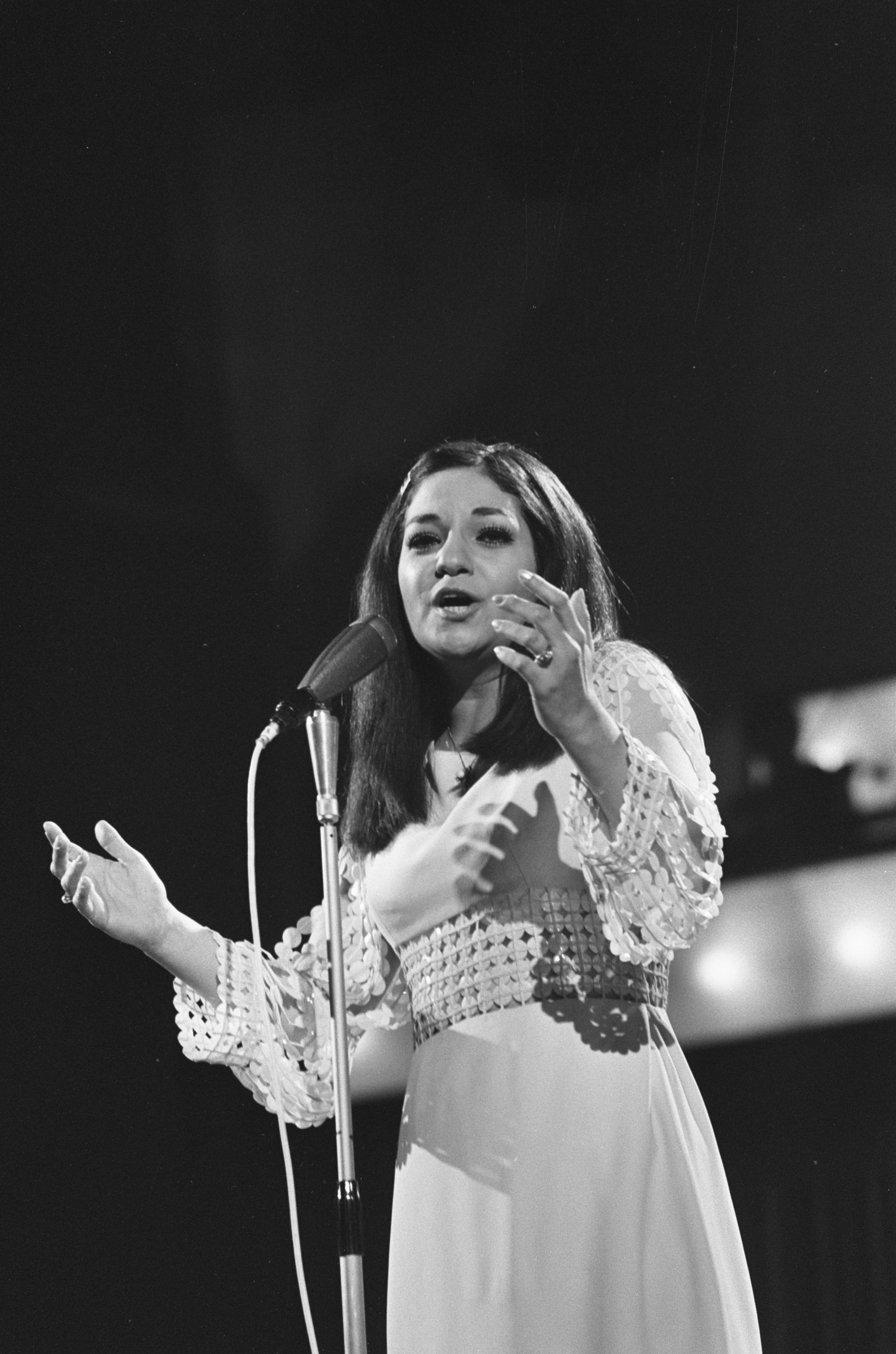
Frida Boccara

## Versões
Boccara gravou esta canção noutros idiomas[carece de fontes?]:
- "Through the eyes of a child" (inglês)
- "Es schlägt ein Herz für dich" (alemão)
- "Un día, un niño" (castelhano)
- "Canzone di un amore perduto" (italiano)

A versão instrumental desta canção, tocada por  Paul Mauriat, foi usada como tema de abertura da antológica série dramática filipina  "Lovingly Yours, Helen" em 1981.
Outros artistas também readaptaram a canção para seus respectivos idiomas, como Agnetha Fältskog (integrante do ABBA) com "Sov gott min lilla vän" (em sueco), Kati Kovács com "Gyermekszemmel" (em húngaro), Willeke Alberti com "Zijn eigen wonder" (em holandês) e também o cantor brasileiro Jessé com "Um dia..." (em português).
Já a versão original em francês foi reprisada por vários artistas pelo mundo, entre os quais as canadenses Celine Dion e Marie Denise Pelletier, a francesa Anne-Marie David e a brasileira Martinha.